# Nazli Sabri
Nazli Sabri (25. června 1894, Alexandrie – 29. května 1978, Los Angeles) byla první královnou Egypta v letech 1919–⁠1936 a druhá manželka krále Fuada I.

## Mládí
Nazli se narodila v červnu 1894 do rodiny tureckého a francouzského původu. Její otec byl Abdur Rahim Sabri Paša, ministr zemědělství a guvernér Káhiry. Její matkou byla Tawfika Khanum Sharif. Nazli měla bratra, Sherifa Sabriho Pašu a sestru Aminu Sabri. 
Byla vnučkou majora a genárala Muhammada Sharifa Paši, primárního ministra a ministra zahraničí, který byl původem z Turecka. Byla také prapravnučka Sulejmana Paši, který pocházel z Francie.
Nazli navštěvovala školu Lycée de la Mère-de-Dieu v Káhiře a později Collège Notre-Dame de Sion v Alexandrii. Po smrti své matky společně se sestrou odešly studovat do Francie na dva roky. Po návratu se Nazli provdala za svého bratrance Khalila Sabriho, ale manželství skončilo rozvodem už po jedenácti měsících. Po rozvodu bydlela v domě Safiye Zaghoul, kde se seznámila s jejím synovcem Saeedem Zaghoulem. Ten se s ní zasnoubil, ale v roce 1919 odešel do exilu společně se strýcem a zasnoubení zrušil. 

## Manželství s králem Fuadem
Sultán Egypta, Fuad I. poprvé uviděl Nazli na operním představení. V květnu 1919 ji požádal o ruku, i když byl o 25 let starší než ona. Ještě toho měsíce se za něj provdala v paláci Bustan v Káhiře. Pro oba to byl druhý sňatek. Později byla poslána do paláce Abbasiya. Byla pod neustálým tlakem z královy strany, jelikož její hlavní povinností bylo zplodit syna. Bylo jí vyhrožováno, že pokud se tak nestane, bude muset do paláce Abbasiya odejít.
Po porodu svého jediného syna Farúka se mohla přestěhovat do paláce Koubbeh, který byl oficiální rezidencí panovníků. Když se Fuadův titul změnil ze sultána na krále, Nazli získala titul královny. Poté měla čtyři dcery: Fawzia, Faiza, Faika a Fathiya.
Během vlády svého manžela se účastnila operních představení, květinových slavností a jiných akcí určených výhradně ženám. I když pro roli královny byla převychována a musela dodržovat přísná pravidla, nezůstávala nikdy v pozadí. Všechny peníze, co vydělala jako královna utrácela za šaty a obleky, za což byla králem neustále kárána. Tehdy se pokusila i o sebevraždu, když si vzala větší dávku aspirinu. Naštěstí byla zachráněna. 
Nazli doprovázela krále na čtyřměsíční cestě po Evropě v roce 1927 a nejvíce se zdržovala ve Francii, kvůli svému dřívějšímu pobytu zde a také kvůli svému původu. Při inauguraci parlamentu v roce 1924 pořádala slavnostní ceremoniál a seděla ve speciální sekci v návštěvnické galerii. 

## Pozdější život
Po smrti krále Fuada v roce 1936 nastoupil na trůn její syn, král Farúk a ona se tak stala matkou královnou. Její bratr Sherif Sabri Paša zorganizoval společně s dalšími třemi členy vlády koncil v Íránu. V roce 1946 Nazli opustila Egypt a odešla do Spojených států kvůli onemocnění ledvin. 
V srpnu 1950 zbavil král Farúk Nazli a svou sestru Fathiu o všechny práva a tituly. Bylo to kvůli pozdnímu manželství princezny Fathii, které Nazli podporovala, ale Farúkovo přání bylo provdat ji za Riyda Ghaliho Effendiho, křesťana z Copticu. Nazli později konvertovala na křesťanství a změnila si jméno na Mary-Elizabeth.
V roce 1955 si koupila za 63 tisíc dolarů vilu o 28 pokojích v Beverly Hills, kde žila společně s Fathiou, svým zetěm a jejich dvěma dětmi. Žila velmi aktivní sociální život. 
V roce 1965 se zúčastnila pohřbu svého syna Farúka v Římě. 
Po rozvodu Fathii se Nazli přestěhovala do malého apartmánu ve Westwood v Los Angeles, zatímco Fathia si užívala svůj pobyt na Havaji. 
Aby zaplatila všechny dluhy za léčbu, dala všechny své šperky, včetně svého svatebního šperku (720 diamantů o 274 karátech) v roce 1975 vydražit. Vše se prodalo za 127 500 dolarů a samotný svatební šperk za 140 000 dolarů. Nazli a Fathia stejně musely vyhlásit bankrot. V roce 1978 byly Fathiiny šperky také prodány. 
V roce 1976 požádala Nazli prezidenta nové egyptské republiky Anwara Sadata o vydání pasu pro ni a svou dceru, aby se mohly obě vrátit do Egypta. Nazli však zůstala nadále v Americe kvůli své bolestivé a zhoršující se nemoci. Zemřela v květnu 1978 v Los Angeles. 

## Tituly a styly
- 26. května 1919 - 15. března 1922: Její výsost sultánka
- 15. března 1922 - 20. ledna 1938: Její veličenstvo královna
- 20. ledna 1938 - 8. srpna 1950: Její veličenstvo matka královna

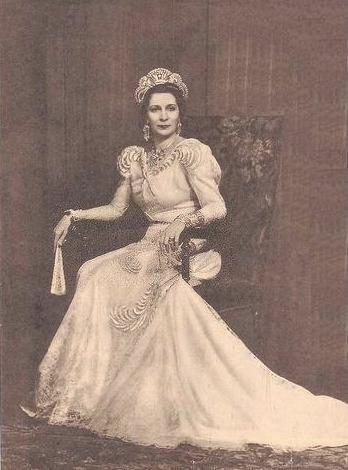